# Maxim
Maxim — международный мужской (с элементами эротики) журнал, имеющий в том числе и русскую версию. Основан в Великобритании в 1995 году. Издается в 24 странах мира.

## О журнале
Русская версия выходила ежемесячно с апреля 2002 года по апрель 2022 года (последний выпуск датирован апрелем-маем 2022 года). Журнал выпускала медиакомпания «Hearst Shkulev Media/ИнтерМедиаГруп». В связи с международной ситуацией и уходом с российского рынка большинства рекламодателей журнала было принято решение приостановить выпуск печатной версии.
Главным редактором русской версии являлся Александр Маленков. Он также являлся редактором украинской версии, которая выпускалась с 2003 по 2015 год. В данный момент печатная версия журнала не выходит, но функционирует русский сайт издания, который ведут бывшие члены редакции русского MAXIM.

### Критика
В марте 2015 года журнал опубликовал материал «Ничто не предвещало», в котором были собраны фотографии, кажущиеся самыми заурядными, если не знать, кто или что на них запечатлено. Среди снимков был групповой портрет лучших женщин-снайперов 3-й ударной армии. Снимок был поставлен в один ряд с такими, например, фотографиями как: Гитлер в младенческом возрасте, Джон Леннон, дающий автограф своему убийце Дэвиду Чепмену, улыбающийся американский физик Гарольд Агню, держащий в руках ядро бомбы, которую вскоре сбросят на Нагасаки и т. п. Снимок женщин-снайперов сопровождался текстом, начинавшимся словами: «Нет, в кадре не фронтовые медсестры перед новогодним корпоративом. Это одни из самых отважных и эффективных убийц в Красной армии — девушки-снайперы. За их сияющими улыбками —775 убитых немцев». Публикация вызвала неоднозначную реакцию в российском обществе.

## Основные рубрики журнала
- Письма читателей — смешные ответы на письма читателей и конкурс «Лучшее письмо месяца».
- Кто эта девушка? — интервью и фотосессия с девушкой из телевизионной рекламы.
- MAXIмир — хроника событий за последний месяц.
- Комсомольский комсомолец — пародия на массовую газету.
- К ответу! — интервью с известным человеком.
- Легко! — рубрика о каком-либо умении и как этому научиться.
- Стиль
- Турбо — рубрика об интересных гаджетах, оружии, технике.
- В курсе — обзор фильмов, музыки, игр за месяц.
- Алкогений — рубрика, существовавшая с 1 по 100 выпуск, в которой рассматривались судьбы ста известных мужчин через призму их пристрастия к алкоголю. Рубрика приобрела популярность, была выпущена книга[11] и спецвыпуск журнала[12] по материалам рубрики.
- Десктоп интересного человека[13] — юмористическая страничка, сделанная в виде скриншота с компьютера какой-либо известной российской личности.

## Список моделей, появившихся на обложке и страницах русской версии журнала (по годам)

### 2002 год
| № выпуска | Месяц и год   | Модель с обложки                                                 | Модели, появлявшиеся на страницах выпуска (последние в списках — девушки из рубрики «Кто эта девушка?») |
| --------- | ------------- | ---------------------------------------------------------------- | --- |
| 1         | апрель 2002   | Адриана Скленарикова                                             | Виктория Сильвстедт, Каприс Буре, Анна Азарова (первая модель из России на страницах русского MAXIM)    |
| 2         | май 2002      | Памела Андерсон                                                  | Лора Харринг, Джанетт Джексон, Алина Цевина                                                             |
| 3         | июнь 2002     | Келли Брук, Аврора (выпуск выходил с двумя различными обложками) | Дженнифер Драйвер, Анна Старых                                                                          |
| 4         | июль 2002     | Татьяна Корсакова                                                | Николь Нойман, Лера Гаврилова                                                                           |
| 5         | август 2002   | Бритни Спирс                                                     | Кайли Миноуг, Софи Эллис Бэкстор, Пинк, Анна Чурина                                                     |
| 6         | сентябрь 2002 | Алсу                                                             | Эстелла Уоррен, Джейми Пресли, Наталья Горбей                                                           |
| 7         | октябрь 2002  | Пита Уилсон                                                      | Изабелла Скорупко, Татьяна Семичастная                                                                  |
| 8         | ноябрь 2002   | ВИА Гра (Анна Седокова, Алёна Винницкая, Татьяна Найник)         | Джолин Блейлок, Лида Орефьева                                                                           |
| 9         | декабрь 2002  | Виктория Сильвстедт                                              | София Вергара, Наталья Анциз                                                                            |

### 2003 год
| № выпуска | Месяц и год   | Модель с обложки                                     | Модели, появлявшиеся на страницах выпуска                                                                                     |
| --------- | ------------- | ---------------------------------------------------- | --- |
| 10        | январь 2003   | t.A.T.u. (Юлия Волкова и Елена Катина)               | Чандра Вест, Наталья Долина и Анна Луг                                                                                        |
| 11        | февраль 2003  | Кристина Агилера                                     | Тина Канделаки, Али Ландри, Лена Ленина                                                                                       |
| 12        | март 2003     | Джордан (Кэти Прайс)                                 | Мария Грация Кучинотта, Юля Турсунова, Наташа Семенюк                                                                         |
| 13        | апрель 2003   | Маша Алалыкина (Фабрика)                             | Саша Савельева, Ира Тонева, Сати Казанова, Анджелика Бриджес, Паулина Рубио, Таня Дягилева, Татьяна Савина (кто эта девушка?) |
| 14        | май 2003      | Саша Градива                                         | Каприс Буре, Оксана Сениговец                                                                                                 |
| 15        | июнь 2003     | Памела Андерсон                                      | Дана Борисова, Марина Александрова, Ольга Орлова (Последний герой), Наталья Данченко                                          |
| 16        | июль 2003     | Моника Беллуччи                                      | Варвара, Криста Аллен, Галина Пестрецова                                                                                      |
| 17        | август 2003   | Юлия Бордовских                                      | Кристанна Локен, Ариана, Ирина Николаева                                                                                      |
| 18        | сентябрь 2003 | Анна Курникова                                       | Брук Берк, Нина Морич, Римма Агафошина                                                                                        |
| 19        | октябрь 2003  | Ангелы Чарли (Кэмерон Диаз, Дрю Бэрримор и Люси Лиу) | Саша Волкова (фотомодель), Настя Макеева                                                                                      |
| 20        | ноябрь 2003   | Мэрайя Кэри                                          | Маша Малиновская, Пэрис Хилтон, Маша Семененко                                                                                |
| 21        | декабрь 2003  | Виктория Сильвстедт                                  | Шэнайя Туэйн, Анджела Литтл (актриса)                                                                                         |

### 2004 год
| № выпуска | Месяц и год   | Модель с обложки    | Модели, появлявшиеся на страницах выпуска                                                                                                   |
| --------- | ------------- | ------------------- | --- |
| 22        | январь 2004   | Алина Кабаева       | Анна Шперова, Мария Петличкова, Оля Зайцева                                                                                                 |
| 23        | февраль 2004  | Бейонсе             | Джина Гершон, Наташа Соколова (Малибу), Эстелла Уоррен (синхронное плавание)                                                                |
| 24        | март 2004     | Кристина Агилера    | Анна Плетнёва, Лиза Глив, Анна Богданова |
| 25        | апрель 2004   | Кармен Электра      | Адель Стивенс, Мари Аксель Нубарян, Олеся Панова                                                                                            |
| 26        | май 2004      | Екатерина Гусева    | Наташа Хенстридж, Юля и Марина из рекламы пива «Тинькофф»                                                                                   |
| 27        | июнь 2004     | Анастасия Стоцкая   | Джоанна Крупа, Тара Рид, Ирина Абретова |
| 28        | июль 2004     | Жанна Фриске        | группа Мираж (Лена Степанюк, Николь Амбразайтис, Женя Морозова, Маша Харчева), Маша Смирнова (Естественный отбор), Света Самойлова (Билайн) |
| 29        | август 2004   | Светлана Хоркина    | Колльен Ульмен-Фернандес, Виктория Сильвстедт, Ольга Сидорова (реклама Пива Лёвенбрау)                                                      |
| 30        | сентябрь 2004 | Анна Седокова       | Моника Хансен, Таня Соколова (группа Карамель), Саша Олейник                                                                                |
| 31        | октябрь 2004  | Анна Курникова      | Джессика Альба, Джордан, Наташа Устюменко                                                                                                   |
| 32        | ноябрь 2004   | Милла Йовович       | Анна Азарова, Anastacia, Мария Дудина |
| 33        | декабрь 2004  | Виктория Сильвстедт | Джолин Блейлок, Татьяна Навка, Юля Орлова (grid girl), Юлия Сорокопуд                                                                       |

### 2005 год
| № выпуска | Месяц и год   | Модель с обложки                                  | Модели, появлявшиеся на страницах выпуска                                  |
| --------- | ------------- | ------------------------------------------------- | -------------------------------------------------------------------------- |
| 34        | январь 2005   | Маша Малиновская                                  | Полина Гриффис, Джакки Дегг, Вероника Иванюк                               |
| 35        | февраль 2005  | Ксения Собчак                                     | Элизабетта Каналис, Полина Лебедь, Света Дрыга                             |
| 36        | март 2005     | Дженнифер Эллисон                                 | Криста Аллен, DJ Benzina, Наташа Семенюк                                   |
| 37        | апрель 2005   | Рената Литвинова                                  | Наталья Орейро, Шарлотта Айанна, Лена Лямина                               |
| 38        | май 2005      | ВИА Гра (Брежнева, Джанабаева, Мейхер-Грановская) | Ирсон, Алена Калинина                                                      |
| 39        | июнь 2005     | Алсу                                              | Ванесса Келли, Юля Беретта, Оксана Самуйлова                               |
| 40        | июль 2005     | Анна Семенович                                    | Нина Морич, Маша и Света из группы Бридж, Ирина Будко                      |
| 41        | август 2005   | Алена Водонаева                                   | Келли Брук, Камила Галеева, Ольга Бузова, Маша Гречаная                    |
| 42        | сентябрь 2005 | Джоанна Крупа                                     | Наташа Мальте, Диана Меринова, Маша Григорьева                             |
| 43        | октябрь 2005  | Лера Кудрявцева                                   | Евгения Дворецкая (топ-модель Италия), Келли Монако, Василиса Шепелина     |
| 44        | ноябрь 2005   | Сати Казанова                                     | Ирина Тонева, Саша Савельева (Фабрика), Кейра Августина, София Тайх, Флора |
| 45        | декабрь 2005  | Анастасия Заворотнюк                              | Людмила Радченко, Джози Маран, Юля Курбатова                               |

### 2006 год
| № выпуска | Месяц и год   | Модель с обложки                                              | Модели, появлявшиеся на страницах выпуска                                                                                |
| --------- | ------------- | ------------------------------------------------------------- | --- |
| 46        | январь 2006   | Жанна Фриске                                                  | Тиффани Малэрон, Ольга Орлова, Таня Суханова                                                                             |
| 47        | февраль 2006  | Анфиса Чехова                                                 | Имоджен Бейли, Наташа Асмолова                                                                                           |
| 48        | март 2006     | Виктория Сильвстедт                                           | Наташа Попова и Марина Умеренкова (шоу на Рен-ТВ), Ольга Сорокина (из Беларуси), Таня Демина                             |
| 49        | апрель 2006   | группа Сливки (Карина Кокс, Мария Пантелеева, Мишель Бурд)    | Мария Пантич, Анна Чапля, Полина Аскери                                                                                  |
| 50        | май 2006      | Ксения Новикова из «Блестящих»                                | Бруки Шихан, Лерика Голубева, Катя Потлова (королева Украины)                                                            |
| 51        | июнь 2006     | Ирена Понарошку                                               | Сильвина Луна, Мара, Анастасия Пашина                                                                                    |
| 52        | июль 2006     | Алиса Шамай (мисс Максим 2006)                                | финалистки Мисс Максим 2006, Юля Самоварова                                                                              |
| 53        | август 2006   | Памела Андерсон                                               | Ивана Стаменкович, Алла Семёнова                                                                                         |
| 54        | сентябрь 2006 | группа Reflex (Ирина Нельсон, Алёна Торганова, Женя Малахова) | Синтия Мора, Настя Задорожная, Инна Фетисова                                                                             |
| 55        | октябрь 2006  | Татьяна Арно                                                  | Татьяна Найник из Виагры и Диана Николаева (дуэт Maybe), Софи Монк, Светлана Светикова, Каролина Маркони, Женя Тимошенко |
| 56        | ноябрь 2006   | Алекса (из Фабрики Звёзд-4)                                   | Николь Ленц, Анна Лиецкалниня                                                                                            |
| 57        | декабрь 2006  | Тина Канделаки                                                | Имма Гуттиере, Клавдия Большакова                                                                                        |

### 2007 год
| № выпуска | Месяц и год   | Модель с обложки                   | Модели, появлявшиеся на страницах выпуска                                                         |
| --------- | ------------- | ---------------------------------- | ------------------------------------------------------------------------------------------------- |
| 58        | январь 2007   | Ирина Чащина                       | Эрин Янсен (Новая Зеландия), Наташа Устюменко                                                     |
| 59        | февраль 2007  | Наташа Королёва                    | Катерина Мурино, Эльвира Скоробогатова                                                            |
| 60        | март 2007     | Даша Чаруша                        | Жанна Эппле, Виктория Шевнина                                                                     |
| 61        | апрель 2007   | Маша Ковальская (медсестра Максим) | Ева Лонгория, Ирина Кульбаба, Марина Самсонова                                                    |
| 62        | май 2007      | Анна Семенович                     | Яна Яршина, Доминик Суэйн, Лена Парамонова                                                        |
| 63        | июнь 2007     | Ксения Собчак                      | Вера Исакова, Кристина Руденькая, Наталья Мусатова                                                |
| 64        | июль 2007     | Ферги                              | Татьяна Андрияш (Мисс Максим 2007), Катя Урванцева                                                |
| 65        | август 2007   | Дарья Сагалова                     | Дэнни Уэлс, Алина Великая (телеведущая), Настя Браун                                              |
| 66        | сентябрь 2007 | Моника Беллуччи                    | Светлана Антонова (Охота на пиранью), Полина Аскери                                               |
| 67        | октябрь 2007  | Елена Корикова                     | Никки Уилан (Перчик), Джанин Фокс                                                                 |
| 68        | ноябрь 2007   | Кили Хейзелл                       | Меган Фокс, Холли Боуэрманн, Катя Касаткина                                                       |
| 69        | декабрь 2007  | ВИА Гра (Джанабаева и Багаудинова) | Оксана Почепа, Анна Логинова из Агентства Безопасности, Джесси Джейн (порнозвезда), Маша Белецкая |

### 2008 год
| № выпуска | Месяц и год   | Модель с обложки | Модели, появлявшиеся на страницах выпуска                                                    |
| --------- | ------------- | --- | -------------------------------------------------------------------------------------------- |
| 70        | январь 2008   | t.A.T.u. (Юлия Волкова, Елена Катина) | Ева Мендес, Виктория Боня, Даша Храмцова                                                     |
| 71        | февраль 2008  | Елена Великанова | Ирина Забияка, Каролин-Виктория Кабакуала, Света Самойлова                                   |
| 72        | март 2008     | Фабрика Звёзд 7 (Анастасия Приходько, Екатерина Цыпина, Татьяна Богачёва, Маргарита Герасимович (Дакота), Юлия Паршута, Наталья Тумшевиц, Корнелия Манго Донато) | Анна Плетнёва, Сара Матч, Елена Кулецкая                                                     |
| 73        | апрель 2008   | Валерия | Юлия Морозова и Лена Абитаева (радио Энерджи), мисс Максим 2007, Светлана Степанковская      |
| 74        | май 2008      | Юлия Началова | Ангел-А, Кристал Форскатт, Анна Старых                                                       |
| 75        | июнь 2008     | Виктория Герасимова и Мария Климова (реклама Жвачки) | Эль Либерачи, Агата (радиоведущая), Вика Царькова                                            |
| 76        | июль 2008     | Аврил Лавин | Мариан-Анна (из голландского Максима), Наташа Винокурова (Vinky), Василиса Петина            |
| 77        | август 2008   | Настя Задорожная | Татьяна Терёшина (Hi-Fi), Мирта Рубин                                                        |
| 78        | сентябрь 2008 | Вера Брежнева | Магда Гомес, Алёна Кравец, Лена Сичкарь                                                      |
| 79        | октябрь 2008  | Анна Семенович и Анфиса Чехова (выпуск в двух частях) | Джоанна Крупа, Елена Шалаева (1 часть), Алёна Слепченко (2 часть), Летиция Филиппи (Роналду) |
| 80        | ноябрь 2008   | Анастасия Ермакова и Анастасия Давыдова (пловчихи) | Ева Голдберг (джаз), финалистки Мисс Максим 2008, Оксана Самуйлова                           |
| 81        | декабрь 2008  | МакSим | Евгения Неронская (мисс Максим 2008), Элисон Кэрролл (Лара Крофт), Женя Толстикова с НТВ     |

### 2009 год
| № выпуска | Месяц и год   | Модель с обложки             | Модели, появлявшиеся на страницах выпуска |
| --------- | ------------- | ---------------------------- | --- |
| 82        | январь 2009   | Дарья Сагалова               | спортсменки Алевтина Коваленко (бобслей), Екатерина Юрьева (биатлон), Екатерина Столярова (фристайл), Таня Басова (фигурное катание), Людмила Прививкова (кёрлинг), Нкеирука Езех (кёрлинг), Ира Ливанова (реклама Котекс) |
| 83        | февраль 2009  | Ольга Куриленко              | София Тайх, Злата (Валерия Чугунова) (Дембельский альбом, радио), Лина Тишунова |
| 84        | март 2009     | Виктория Лопырёва            | Аманда Клаассен, Маша Столбова |
| 85        | апрель 2009   | Глюкоза                      | Татьяна Андрияш, Анна Вишневская (Футбольная ночь), Тоня Милавкина |
| 86        | май 2009      | Юлия Снигирь                 | Светлана Лобода, Ольга Константинова |
| 87        | июнь 2009     | Анна Старшенбаум             | Лянка Грыу, Катя/Лена Горностаева (радиоведущая, Радио Энерджи), Настя Соломатина |
| 88        | июль 2009     | Меседа Багаудинова           | Диляна Попова, Алевтина Беляева |
| 89        | август 2009   | Маша Малиновская             | Рэйчел Николс, Ольга Ермакова (гимнастка) |
| 90        | сентябрь 2009 | Ольга Козобина (мисс Максим) | Оливия Уайлд, Маша Давыдко |
| 91        | октябрь 2009  | Бьянка                       | Маккензи Тэйлор, Вика Курилина, Ольга Жук |
| 92        | ноябрь 2009   | Надежда Мейхер               | Диля и Лена Боска (виджеи Ру.тв), Триана Иглесиас, Юля Югай |
| 93        | декабрь 2009  | Мария Зыкова                 | трио Подиум (Лена, Даша и Марина), Агнешка Мотьеджунайте, Елена Буйвидис |

### 2010 год
| № выпуска | Месяц и год   | Модель с обложки                                         | Модели, появлявшиеся на страницах выпуска                                   |
| --------- | ------------- | -------------------------------------------------------- | --------------------------------------------------------------------------- |
| 94        | январь 2010   | Мария Берсенева                                          | Люси Пиндер, Юлия Абрамкина                                                 |
| 95        | февраль 2010  | Ани Лорак                                                | Мария Горбань, Юля Васильева                                                |
| 96        | март 2010     | Вера Брежнева, Анастасия Задорожная, Светлана Ходченкова | Лиза Чалова, Кристина Орса, Катя Щербакова                                  |
| 97        | апрель 2010   | Екатерина Варнава                                        | Келли Брук, Стелла Трапш, Людмила Харитонова                                |
| 98        | май 2010      | Анна Седокова                                            | Алина Артц, Катерина Баженова и Дарья Погодина (кто эти девушки?)           |
| 99        | июнь 2010     | Александра Ребенок                                       | Екатерина Иванова (подруга Ронни Вуда из Rolling Stones), Ольга Климентьева |
| 100       | июль 2010     | юбилейный выпуск                                         | три Мисс Максим 2007, 2008, 2009                                            |
| 101       | август 2010   | Наталья Рудова                                           | мисс Максим 2010 Валентина Колесникова, Катя Радченко                       |
| 102       | сентябрь 2010 | Татьяна Котова                                           | Милла Йовович, Любовь Семёнова (модель 3Д), Татьяна Высоцкая                |
| 103       | октябрь 2010  | Кристина Асмус                                           | Софья Ская, Юлия Беретта, Агата Муцениеце                                   |
| 104       | ноябрь 2010   | Анна Чампан                                              | Ига Вырвал, Юлиана Крылова, Диана Трошина                                   |
| 105       | декабрь 2010  | Нюша                                                     | Евгения Трофимова, Лилия Алипова, Татьяна Лукашенко                         |

### 2011 год
| № выпуска | Месяц и год   | Модель с обложки              | Модели, появлявшиеся на страницах выпуска                            |
| --------- | ------------- | ----------------------------- | -------------------------------------------------------------------- |
| 106       | январь 2011   | Лера Кудрявцева               | Ева Ривас, Ксения Дмитриева                                          |
| 107       | февраль 2011  | Мирослава Карпович            | Рита Челманова и Азия, Евгения Дорошкевич, Светлана Степанковская    |
| 108       | март 2011     | Джоанна Крупа                 | Катя Кузнецова, Дарья Коновалова (мисс Краса России), Марианна Кипер |
| 109       | апрель 2011   | Анна Плетнёва                 | Никки Митчелл, Екатерина Галкина (кёрлинг), Алла Семёнова            |
| 110       | май 2011      | Екатерина Гусева              | Юлианна Лукашева, Александра Хайменова                               |
| 111       | июнь 2011     | Жанна Фриске                  | Анна Монзикова, Екатерина Кучер                                      |
| 112       | июль 2011     | Роузи Хантингтон-Уайтли       | Аделина Шарипова (конкурсантка мисс Максим 2006), Лиза Рамуравелу    |
| 113       | август 2011   | Светлана Лобода               | Майя Губенко, Наташа Нагорная                                        |
| 114       | сентябрь 2011 | мисс Максим Наташа Выросткова | Виктория Чернышёва, Мила Дасаева и Марина Козак                      |
| 115       | октябрь 2011  | Мария Сёмкина                 | Любава Грешнова, Анастасия Смирнова из Каникул в Мексике с MTV       |
| 116       | ноябрь 2011   | Юлия Паршута                  | Джессика-Джейн Клемент, группа поддержки ХК "Атлант", Елена Сичкарь  |
| 117       | декабрь 2011  | Анна Хилькевич                | Алиса Селезнёва, Юлия Васильева                                      |

### 2012 год
| № выпуска | Месяц и год   | Модель с обложки | Модели, появлявшиеся на страницах выпуска                                                                      |
| --------- | ------------- | --- | --- |
| 118       | январь 2012   | КВН: Звёзды любимых команд (Татьяна Стройная, Елена Музыченко, Наталья Чеботарёва, Ирина Сопонару, Лёля Некрасова, Анастасия Казанджан, Алёна Корниенко) | Олеся Липчанская, Оля Бойко (Флюкостат)                                                                        |
| 119       | февраль 2012  | Екатерина Волкова | группа поддержки ХК Сибирь, Катя Шиманская                                                                     |
| 120       | март 2012     | Настасья Самбурская | Анна Шерлинг, Мария Гурьева                                                                                    |
| 121       | апрель 2012   | юбилейный номер | Екатерина Баженова, койотки (Катя Россева, Вика Сюткина, Ксения Подольская, Эльвира Марданова), Валерия Лахина |
| 122       | май 2012      | Даша Астафьева и группа Nikita (Юлия Бричковская и Нана)                                                                                                 | Ингрид Олеринская, Ксения Малина (фотограф), Янина Бугрова                                                     |
| 123       | июнь 2012     | группа Серебро (группа: Ольга Серябкина, Елена Темникова, Анастасия Карпова)                                                                             | Мария Анохина, Марина Новожилова (Мэвери)                                                                      |
| 124       | июль 2012     | Полина Максимова | Ирина Шадрина (ведущая), Марина Вайнбранд                                                                      |
| 125       | август 2012   | Леся Махно | Ксения Дмитриева, Ольга Матюхина                                                                               |
| 126       | сентябрь 2012 | Карина Гурина (мисс Максим 2012) | Анна Курникова, Вера Гоппен                                                                                    |
| 127       | октябрь 2012  | Полина Гагарина | Марина Орлова (актриса), Алена Середова, Дарья Погодина                                                        |
| 128       | ноябрь 2012   | Алёна Водонаева | Боряна Костова, Анна Калашникова, Таня Высоцкая                                                                |
| 129       | декабрь 2012  | Настя Каменских | Раффаэлла Модуньо, Наталья Гордиенко (Киев-Гоа), Таня Клименко                                                 |

### 2013 год
| № выпуска | Месяц и год   | Модель с обложки                   | Модели, появлявшиеся на страницах выпуска        |
| --------- | ------------- | ---------------------------------- | ------------------------------------------------ |
| 130       | январь 2013   | Юлия Михалкова                     | Аглая Шиловская, Ольга Карпухова                 |
| 131       | февраль 2013  | Лена Катина                        | Алина Ильина, Катя Сидоренко (мисс бюст Украины) |
| 132       | март 2013     | Алла Михеева                       | Сара Джин Андервуд, Катя и Волга Король          |
| 133       | апрель 2013   | Джоанна Крупа                      | Даша Русакова, Стелла Трапш                      |
| 134       | май 2013      | Наталья Земцова                    | Мария Баликоева, Дарья Машанова                  |
| 135       | июнь 2013     | Елена Подкаминская                 | Настя Трегубова, Линда Викмане                   |
| 136       | июль 2013     | Наталья Рудова                     | Наташа Переверзева, Чара Хорив, Кристина Алехина |
| 137       | август 2013   | сериалы                            | Антонина Комиссарова, Алия Азаматова             |
| 138       | сентябрь 2013 | Анастасия Филимонова (мисс Максим) | Магдалена Годлевска, Юлия Бражинская             |
| 139       | октябрь 2013  | Татьяна Котова                     | Анна Михайловская, Юлия Васильева                |
| 140       | ноябрь 2013   | Мария Горбань                      | Лера Санникова, Сара Окс                         |
| 141       | декабрь 2013  | МакSим                             | Анна Колчина                                     |

### 2014 год
| № выпуска | Месяц и год   | Модель с обложки                                                 | Модели, появлявшиеся на страницах выпуска                           |
| --------- | ------------- | ---------------------------------------------------------------- | ------------------------------------------------------------------- |
| 142       | январь 2014   | Вера Брежнева                                                    | Арина Перчик, Мария Скобелева, Алёна Жиган и Ира Журавель           |
| 143       | февраль 2014  | Санта Димопулос                                                  | Мария Букшеванная, Ирина Ануфриева                                  |
| 144       | март 2014     | Ольга Зайцева (актриса, Вий)                                     | Маша Анохина, Ольга Данка, Маруся Климова                           |
| 145       | апрель 2014   | Евгения Брик                                                     | Анастасия Барашкова, Лиза Маяк                                      |
| 146       | май 2014      | Елена Чернявская                                                 | Наталья Дворецкая, Наталья Дубик (Евросеть), Маргарита Арлей        |
| 147       | июнь 2014     | жёны футболистов (Виктория Лопырёва, Инна Жиркова, Мария Ещенко) | Нелли Ермолаева, Женя Ярушникова                                    |
| 148       | июль 2014     | Дана Борисова                                                    | Мила Блюм, Алия и Анита Кочкарова                                   |
| 149       | август 2014   | Ирина Шейк                                                       | Мария Корабельникова, Маша Ковальская (медсестра), Татьяна Высоцкая |
| 150       | сентябрь 2014 | Екатерина Сургучёва (мисс Максим 2014)                           | Юлия Лысенко, Дарина Туркова                                        |
| 151       | октябрь 2014  | Джессика Альба                                                   | Дарина Мазур, Ксения Дубовицкая                                     |
| 152       | ноябрь 2014   | Ирена Понарошку                                                  | Лера Кондра, Катя и Волга Король                                    |
| 153       | декабрь 2014  | Виктория Клинкова (актриса, Физрук)                              | Александра Власова                                                  |

### 2015 год
| № выпуска | Месяц и год   | Модель с обложки                     | Модели, появлявшиеся на страницах выпуска             |
| --------- | ------------- | ------------------------------------ | ----------------------------------------------------- |
| 154       | январь 2015   | Полина Максимова                     | Даша Аникина Радиошоу Бигуди, Кристина Нуар           |
| 155       | февраль 2015  | Каролина Севастьянова                | Татьяна Герасимова (Армейский магазин)                |
| 156       | март 2015     | Златаслава                           | Ольга Блохина (фитнес-бикини)                         |
| 157       | апрель 2015   | Татьяна Котова                       | Юлиана Беляева                                        |
| 158       | май 2015      | Таня Миловидова (из Бандэрос)        | Кэндис Свейнпол                                       |
| 159       | июнь 2015     | Лукерья Ильяшенко                    | Мария Яремчук, Анна Пугачёва                          |
| 160       | июль 2015     | Анна Шульгина                        | Анастасия Вершинина                                   |
| 161       | август 2015   | Анна Хилькевич                       | Катерина Бравве                                       |
| 162       | сентябрь 2015 | Наталья Мартынова (мисс Максим 2015) | Александра Попова (Фабрика)                           |
| 163       | октябрь 2015  | Настасья Самбурская                  | Лиза Жарких                                           |
| 164       | ноябрь 2015   | Любовь Аксёнова                      | Ханна                                                 |
| 165       | декабрь 2015  | Алёна Шишкова                        | ежегодный рейтинг 100 самых сексуальных женщин страны |

### 2016 год
| № выпуска | Месяц и год   | Модель с обложки                                  | Модели, появлявшиеся на страницах выпуска |
| --------- | ------------- | ------------------------------------------------- | ----------------------------------------- |
| 166       | январь 2016   | Эрика Герцег                                      | Инга Соболева                             |
| 167       | февраль 2016  | Регина Тодоренко                                  | Алёна Савастова                           |
| 168       | март 2016     | Глюкоза                                           | Юлия Паго                                 |
| 169       | апрель 2016   | Мария Горбань                                     | Лена Горностаева (радио Энерджи)          |
| 170       | май 2016      | Ольга Серябкина                                   | Карина Зверева                            |
| 171       | июнь 2016     | Хельга, Анна Рай, Анастасия Квитко, Диана Мелисон | Мария (Маруся) Фомина                     |
| 172       | июль 2016     | Евгения Подберёзкина                              | Ольга Медведева (повар)                   |
| 173       | август 2016   | Надежда Сысоева                                   | Юлия Кроу                                 |
| 174       | сентябрь 2016 | Наталья Шувалова (мисс Максим 2016)               |                                           |
| 175       | октябрь 2016  | Вера Брежнева                                     | Анастасия Ивлеева                         |
| 176       | ноябрь 2016   | Анна Седокова                                     | Светлана Милорадова                       |
| 177       | декабрь 2016  | 100 самых сексуальных женщин России 2016          | Юлия Хлынина                              |

### 2017 год
| № выпуска | Месяц и год   | Модель с обложки                                             | Модели, появлявшиеся на страницах выпуска   |
| --------- | ------------- | ------------------------------------------------------------ | ------------------------------------------- |
| 178       | январь 2017   | Аглая Шиловская                                              | Алиса Вокс                                  |
| 179       | февраль 2017  | Настя Задорожная                                             | Юлия Маргулис                               |
| 180       | март 2017     | Серебро (Катя Кищук, Ольга Серябкина и Полина Фаворская)     | Юлия Ушакова (мастер спорта по бодифитнесу) |
| 181       | апрель 2017   | Максим Горький (юбилейный 15-летний номер)                   | Светлана Касьян (опера)                     |
| 182       | май 2017      | Юлия Шарапова, Мария Басс, Софья Тартакова (ведущие Матч ТВ) |                                             |
| 183       | июнь 2017     | Софья Каштанова                                              | Мария Ермолина                              |
| 184       | июль 2017     | Анна Кастерова                                               | Рина Гришина                                |
| 185       | август 2017   | Анастасия Стежко                                             | Валерия Гавриловская                        |
| 186       | сентябрь 2017 | Катя Котаро (мисс Максим 2017)                               |                                             |
| 187       | октябрь 2017  | Яна Кошкина                                                  | Эльвира Т                                   |
| 188       | ноябрь 2017   | Дарья Чаруша                                                 |                                             |
| 189       | декабрь 2017  | Анна Старшенбаум                                             | Алина Гросу                                 |

### 2018 год
| № выпуска | Месяц и год   | Модель с обложки                      | Модели, появлявшиеся на страницах выпуска |
| --------- | ------------- | ------------------------------------- | ----------------------------------------- |
| 190       | январь 2018   | 100 самых сексуальных женщин страны   |                                           |
| 191       | февраль 2018  | Алёна Водонаева                       | Маша Кольцова (певица)                    |
| 192       | март 2018     | Настя Ивлеева                         | Светлана Лебедева (пятиборье)             |
| 193       | апрель 2018   | Юлия Франц                            | Диана Иваницкая                           |
| 194       | май 2018      | Татьяна Котова                        |                                           |
| 195       | июнь 2018     | Джоанна Крупа                         | Ирина Темичева                            |
| 196       | июль 2018     | Мария Кравченко (Comedy Woman)        | Ксения Зуева                              |
| 197       | август 2018   | Наталья Краснова                      | Арина Постникова                          |
| 198       | сентябрь 2018 | Екатерина Киселёва (мисс Максим 2018) |                                           |
| 199       | октябрь 2018  | Маша Шумакова                         | Светлана Степанковская                    |
| 200       | ноябрь 2018   | Ирина Дубцова                         |                                           |
| 201       | декабрь 2018  | Миранда Керр                          | Юлия Подозёрова                           |

### 2019 год
| № выпуска | Месяц и год   | Модель с обложки                     | Модели, появлявшиеся на страницах выпуска |
| --------- | ------------- | ------------------------------------ | ----------------------------------------- |
| 202       | январь 2019   | 100 самых сексуальных женщин страны  |                                           |
| 203       | февраль 2019  | Татьяна Бабенкова                    | Анна Глаубэ                               |
| 204       | март 2019     | Марьяна Ро                           | Виктория Белякова                         |
| 205       | апрель 2019   | Вики Одинцова                        | Янина Мелехова                            |
| 206       | май 2019      | Евгения Крегжде                      | Олеся Фаттахова                           |
| 207       | июнь 2019     | Анна Михайловская                    | Даша Шейк (группа RASA)                   |
| 208       | июль 2019     | Елена Чернявская                     |                                           |
| 209       | август 2019   | Рита Дакота                          | Вероника Романова (РБК)                   |
| 210       | сентябрь 2019 | Виктория Цуранова (мисс Максим 2019) |                                           |
| 211       | октябрь 2019  | Эрика Герцег                         | Агнесса (кавер-бэнд)                      |
| 212       | ноябрь 2019   | Мария Лисовая                        | Любятинка                                 |
| 213       | декабрь 2019  | 100 самых сексуальных женщин страны  |                                           |

### 2020 год
| № выпуска | Месяц и год              | Модель с обложки                                                  | Модели, появлявшиеся на страницах выпуска |
| --------- | ------------------------ | ----------------------------------------------------------------- | ----------------------------------------- |
| 214       | январь 2020              | Лукерья Ильяшенко                                                 | Лиза Шатилова                             |
| 215       | февраль 2020             | Наталья Рудова                                                    | Евгения Кузьмина                          |
| 216       | март 2020                | группа Фабрика (Мария Гончарук, Александра Попова и Ирина Тонева) | Вика Перушева                             |
| 217       | апрель 2020              | Настасья Самбурская                                               | Анастасия Акатова                         |
| 218       | май 2020                 | Карина Зверева                                                    | Ангелина Поплавская                       |
| 219       | лето 2020                | Дарья Мельникова                                                  |                                           |
| 220       | сентябрь 2020            | Софья Таюрская                                                    | Виктория Полторак                         |
| 221       | октябрь-ноябрь 2020      | Октябрина Максимова (мисс Максим 2020)                            |                                           |
| 222       | декабрь 2020-январь 2021 | 100 самых сексуальных женщин страны                               |                                           |

### 2021 год
| № выпуска | Месяц и год              | Модель с обложки                                                          | Модели, появлявшиеся на страницах выпуска |
| --------- | ------------------------ | ------------------------------------------------------------------------- | ----------------------------------------- |
| 223       | февраль 2021             | Ульяна Добровская                                                         |                                           |
| 224       | март-апрель 2021         | Елизавета Туктамышева                                                     | Катя Бобкова                              |
| 225       | май-июнь 2021            | Дылды (Ангелина Поплавская, Дарья Пицик, Изабель Эйдлен, Надежда Карпова) | Олеся Серегина                            |
| 226       | июль-август 2021         | Виктория Маслова                                                          |                                           |
| 227       | сентябрь 2021            | Валерия Богачёва (мисс Максим 2021)                                       |                                           |
| 228       | октябрь 2021             | Валерия Шкирандо                                                          | Екатерина Шкуро                           |
| 229       | ноябрь 2021              | Олеся Судзиловская                                                        | Дарья Тулякова                            |
| 230       | декабрь 2021-январь 2022 | 100 самых сексуальных женщин страны                                       |                                           |

### 2022 год
| № выпуска | Месяц и год     | Модель с обложки                                                       | Модели, появлявшиеся на страницах выпуска |
| --------- | --------------- | ---------------------------------------------------------------------- | ----------------------------------------- |
| 231       | февраль 2022    | Саша Спилберг                                                          | Валерия Дерябина                          |
| 232       | март 2022       | Сергей Бурунов, Михаил Лабковский, Нилетто (специальный женский номер) | Катерина Бравве                           |
| 233       | апрель-май 2022 | Евгения Медведева                                                      |                                           |

## Рубрика «Алкогений»
Рубрика «Алкогений» стала одной из самых популярных рубрик журнала. По материалам рубрики в 2012 году была выпущена отдельная книга «100 алкогениев», а в 2016 году - специальный коллекционный выпуск. Ниже приведён список из ста человек, ставших героями рубрики:
1. Борис Ельцин[59]
2. Фрэнк Синатра[60]
3. Венедикт Ерофеев[61]
4. Пётр Мамонов[62]
5. Слэш[63]
6. Жерар Депардье[64]
7. Иван Охлобыстин[65]
8. Майкл Дуглас[66]
9. Владимир Высоцкий
10. Рэймонд Чандлер[67]
11. Сергей Есенин[68]
12. Ник Нолти[69][70]
13. Иосиф Сталин[71]
14. Оззи Осборн[72][73]
15. Эдгар По[74][75]
16. Энтони Хопкинс[76][77]
17. Модест Мусоргский[78]
18. Серж Генсбур[79]
19. Сергей Довлатов[80]
20. Аль Пачино[81]
21. Гарик Сукачёв[82]
22. Григорий Распутин[83]
23. Бен Аффлек[84]
24. Олег Даль[85][86]
25. Джим Моррисон
26. Генри Миллер[87][88]
27. Пол Гаскойн[89][90]
28. Микки Рурк[91][92]
29. Юрий Богатырёв[93][94]
30. Василий Шукшин[95]
31. Амедео Модильяни
32. Верн Тройер
33. Александр Алехин
34. Эрнест Хэмингуэй
35. Чарли Шин
36. Винсент Ван Гог
37. Уинстон Черчилль
38. Деннис Хоппер
39. Пётр I
40. Анри де Тулуз-Лотрек
41. Майк Науменко
42. Фрэнсис Скотт Фицджеральд
43. Карандаш
44. Аркадий Гайдар
45. Фрунзик Мкртчян
46. Элис Купер
47. Александр Блок
48. Артюр Рэмбо
49. Никита Хрущёв
50. Бон Скотт
51. Александр Годунов
52. Уильям Фолкнер
53. Юрий Олеша
54. Марлон Брандо
55. Александр Твардовский
56. Михаил Ломоносов
57. Ринго Старр
58. Джек Лондон
59. Мел Гибсон
60. Михаил Шолохов
61. Анатолий Папанов
62. Джеймс Джойс
63. Алексей Саврасов
64. О. Генри
65. Джеймс Хэтфилд
66. Михаил Шемякин
67. Эрик Клэптон
68. Гарринча
69. Ярослав Гашек
70. Леонид Филатов
71. Стивен Кинг
72. Омар Хайям
73. Олег Ефремов
74. Хамфри Богарт
75. Леонид Брежнев
76. Геннадий Шпаликов
77. Бенни Хилл
78. Тиберий
79. Георгий Бурков
80. Александр Грин
81. Георгий Данелия
82. Эрих Мария Ремарк
83. Гэри Олдмен
84. Нико Пиросмани
85. Генрих VIII
86. Ив-Сен Лоран
87. Джеральд Даррелл
88. Шейн Макгоуэн
89. Трумен Капоте
90. Леонид Андреев
91. Олег Григорьев
92. Андрей Краско
93. Кит Мун
94. Роберт Дауни-младший
95. Александр Куприн
96. Джексон Поллок
97. Шарль Бодлер
98. Анатолий Зверев
99. Питер О'Тул
100. Билл Уилсон